# Championnats d'Afrique de breakdance 2023
Les Championnats d'Afrique de breakdance 2023 se déroulent du 12 au 13 mai 2023 à Rabat au Maroc. Il s'agit de la première édition de cette compétition sous l'égide de la Fédération mondiale de danse sportive,.
La compétition est qualificative pour les Jeux olympiques de 2024 à Paris.
Ces championnats se déroulent au Théâtre national Mohammed-V dans le cadre de l'événement international Breakdance Rabat4Africa.

## Podiums
| Épreuves | Or                                        | Argent                                  | Bronze                                            |
| -------- | ----------------------------------------- | --------------------------------------- | ------------------------------------------------- |
| B-Girls  | Fatima Zahra El Mamouny (Elmamouny) (MAR) | Midian Leah Ganyaza (Midian Leah) (RSA) | Maessane Cherine Amel Boumedjane (Maessone) (ALG) |
| B-Boys   | Bilal Mallakh (Billy) (MAR)               | Taoufik Amrani (Tawfiq) (MAR)           | Mohamed Chakib Kaidi (Chakib) (ALG)               |